# Cruzada contra la corona de Aragón
La cruzada contra la corona de Aragón o cruzada aragonesa fue una empresa militar emprendida por el Reino de Francia contra la Corona de Aragón. Esta cruzada, prolongación de la Guerra de las Vísperas Sicilianas (1282-1302), fue declarada entre 1284 y 1286 por el papa Martín IV en represalia por la intervención del rey Pedro el Grande en los asuntos sicilianos en contra de la voluntad papal, que había perjudicado las ambiciones políticas del papado y de Francia. El Reino de Francia, ayudado por el Reino de Mallorca, lideró la cruzada. A pesar de oposición interna a la cruzada, Felipe III de Francia invadió Cataluña en 1285. La mayor parte del conflicto se desarrolló en tierras catalanas, aunque los primeros episodios se sucedieron en la frontera navarro-aragonesa. Como venganza, la Corona atacó Mallorca y Occitania. 

Certes, ço dix lo rey als missatgers, fort ha poch en la terra de Catalunya aquell qui l'ha donada a altre, e menys aquell qui la ha presa; car mon linatge l'ha conques ab espa. Per que sabreu tuyt que: qui la volra costar li ha
Poco tiene en la tierra de Cataluña aquel que la ha dado a otro [refiriéndose al Papa], y menos el que la ha tomado [refiriéndose al rey de Francia]. Pues mi linaje la ha conquistado con la espada. Así pues sabéis hacerlo todos: el que la querrá le deberá costar
Pedro III de Aragón en la Crónica de Bernat Desclot; cap. CXLIV

Pedro el Grande tuvo que luchar contra el poderoso ejército que daba apoyo a Felipe III de Francia, fundamentalmente compuesto por tropas del reino de Francia, el reino de Mallorca y la república de Génova, únicamente con las tropas catalanas y valencianas, sin poder contar con la nobleza del reino de Aragón, que se abstuvo de participar en el conflicto.
Aunque los franceses obtuvieron algunos éxitos en tierra, la armada aragonesa se hizo con el control marítimo, y un ejército cruzado francés muy debilitado se vio obligado a retirarse en otoño de 1285. La derrota del ejército francés en 1285 puso fin a los combates y Aragón firmó la paz con el Papa mediante el Tratado de Tarascón de 1291.

## Antecedentes
A la extensión de los territorios conquistados por Jaime I de Aragón con población morisca, los enormes gastos militares que tenía que soportar, las pretensiones de los nobles en los diferentes reinos y las fricciones con las coronas vecinas produjeron una época de fuertes tensiones.

### Fernán Sánchez de Castro

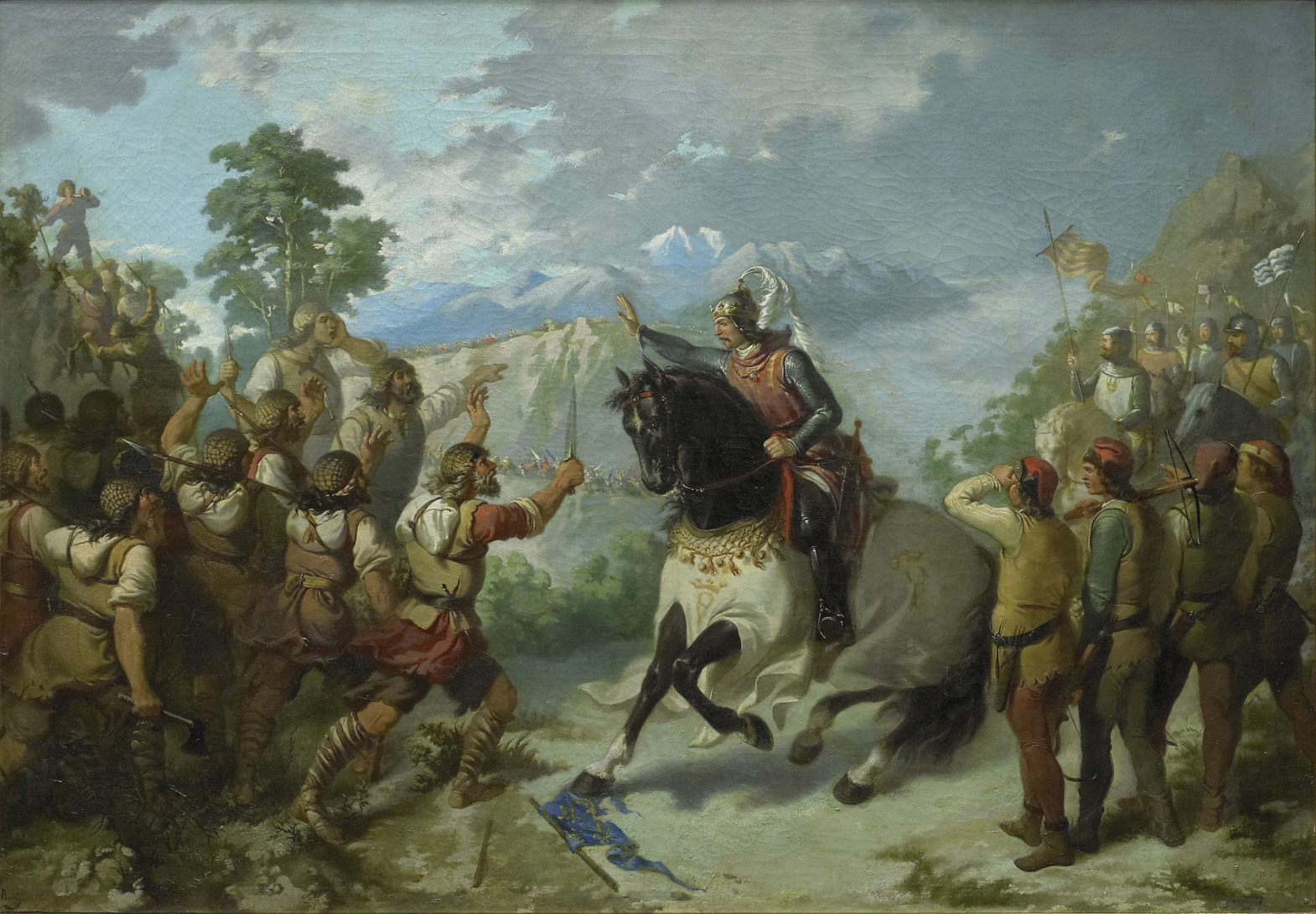
Pedro III de Aragón el Grande con sus almogávares en la Batalla del Collado de las Panizas, 1866, por Bartomeu Ribó Térriz.

En 1275, mientras el infante Pedro estaba en el Reino de Navarra con la pretensión de casarse con Juana I de Navarra y hacer efectivo el Tratado de Tudela, algunos nobles catalanes, entre los que se encontraban Ramon Folc V de Cardona, Jofre III de Rocabertí y su hijo Dalmau, Arnau Roger I de Pallars Sobirá y Hugo V de Ampurias, apoyados por nobles aragoneses, como Artal de Luna, Ferriz de Liñana, Pedro Cornel y Ximeno de Urrea, se alzaron en rebeldía con la intención de obtener dinero, tierras y privilegios y evitar ir a la guerra a favor de la Corona de Castilla, víctima de los ataques benimerines. El capitoste del alzamiento fue Fernán Sánchez de Castro, hijo natural de Jaime I el Conquistador con Blanca de Antillón, que pretendía enemistar al rey con el heredero y casi lo consiguió cuando Jaime I hizo prometer al infante Pedro la devolución de los castillos tomados a Fernán una vez terminada la revuelta. Cuando el infante asaltó el castillo de Antillón, Fernán contraatacó para levantar el asedio y fue derrotado, por lo que huyó hacia el castillo de Pomar. Viéndose perdido, Fernán intentó huir disfrazado de pastor mientras sus hombres se enfrentaban a los de Pedro, pero fue atrapado cuando intentaba atravesar el Cinca, y Pedro mandó que fuese ahogado en el río.

### Impuesto de bovaje
Los gastos bélicos de Jaime el Conquistador habían dañado la hacienda de la corona, y cuando se convirtió en rey Pedro III de Aragón reclamó a los catalanes el impuesto de bovaje, cosa que provocó un gran descontento entre la nobleza catalana. Las dinastías de los condes de Urgel, de Foix, de Pallars, de Cardona y de Erill, encabezadas por el conde Roger Bernardo III de Foix, se rebelaron contra el cobro del impuesto. Pedro III reunió  a los nobles fieles de Valencia y Cataluña aplastando a los sublevados en el sitio de Balaguer en (1280).
En 1283 la nobleza catalana formó la llamada Unión, reclamando el «Privilegio general» además de privilegios locales, como abolir el bovaje, la exención de impuestos para establecerse en Sicilia y Calabria, reunir anualmente en Cataluña las Cortes Catalanas y la confirmación de los Usatges de Barcelona, que el rey Pedro III tuvo que conceder a las cortes catalanas en Barcelona, para conseguir, a su vez, ayuda militar ante la amenaza de la invasión cruzada, que le fue concedida.

### Conflicto siciliano
La política internacional de Jaime el Conquistador había generado el aislamiento internacional de la Corona de Aragón. Cerradas las posibilidades de expansión en la península ibérica por el Tratado de Almizra, y en el sur de Francia por el tratado de Corbeil, estas necesidades, tanto de la casa de Aragón como de su burguesía mercantil y marinera, hicieron que el rey se fijase en Sicilia como espacio de futuro crecimiento territorial, dada la inestabilidad provocada por ser uno de los escenarios de la guerra entre güelfos y gibelinos.

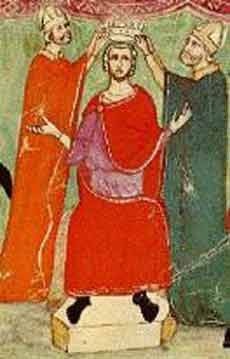
Coronación de Manfredo I de Sicilia, por Giovanni Villani.

Manfredo de Sicilia, hijo ilegítimo del emperador Federico II Hohenstaufen, subió al trono del Reino de Sicilia en 1258, y en 1262, Constanza II de Sicilia, hija de Manfredo, se casó con el infante Pedro. Este acercamiento entre la dinastía Hohenstaufen y la casa de Aragón provocó la antipatía del papa Clemente IV que excomulgó a Manfredo.
El reino de Sicilia pasó a ser un feudo del papado y Clemente IV, preocupado por los avances gibelinos, buscó ayuda en Carlos I de Anjou, el hermano pequeño de su aliado el rey Luis IX de Francia, a quien concedió el reino a cambio de expulsar a Manfredo de sus feudos papales del sur de Italia. Las tropas del de Anjou entraron en Sicilia y Manfredo murió en la Batalla de Benevento al tiempo que Carlos era coronado rey de Sicilia en Roma. Consolidadas sus fuerzas, Conrado de Sicilia marchó hacia Lucera y el 23 de agosto de 1268, con un ejército multinacional de tropas italianas, castellanas, musulmanas y alemanas se enfrentó a las francesas del nuevo rey en la batalla de Tagliacozzo, donde fue hecho prisionero, muriendo a manos angevinas. Bajo Carlos de Anjou, y su sucesor Carlos II de Nápoles, el norte se privilegió frente al sur e incluso la capital se trasladó de Palermo a Nápoles.
Al inicio de la plegaria de vísperas del 30 de marzo de 1282, comenzó en la Iglesia del Espíritu Santo de Palermo la revuelta conocida como Vísperas Sicilianas. Miles de franceses sicilianos fueron masacrados en las seis semanas siguientes, y los sicilianos ofrecieron el trono a Pedro el Grande como yerno de Manfredo I. Como resultado de este levantamiento se produjo la división del reino de Sicilia (1282) en el reino de Sicilia peninsular (o reino de Nápoles), bajo dominio angevino, y el reino de Sicilia insular, bajo dominio aragonés.
Mientras Pedro el Grande, con el apoyo económico del emperador Miguel VIII Paleólogo, con quien Carlos estaba enfrentado, entraba en Sicilia por Trapani en septiembre, levantó el sitio de Mesina y pocos días más tarde destruyó la flota angevina en el combate de Nicótera, atacó Calabria, ocupó Reggio, en tanto que Carlos recuperaba Isxia. Carlos intentó tomar Malta, que se había declarado favorable a Pedro de Aragón pero había sido ocupada por los catalanes; la flota del rey de Aragón, bajo el mando de Guillem Galceran de Cartellà y Roger de Lauria, le derrotó en el combate de Malta el 8 de junio y los aragoneses desembarcaron en esa isla, Gozo y Comino. En 1283 Carlos de Anjou nombró a Guillermo de Berardi virrey de Albania con sede en Durazzo.
Como consecuencia de estas acciones, el papa Martín IV, que había sucedido a Clemente IV, declaró al rey Pedro III privado de sus reinos y el 27 de agosto de 1283 invistió como rey de Aragón, rey de Valencia y conde de Barcelona a Carlos de Valois, segundo hijo del rey Felipe III de Francia.

### Reino de Aragón
Las llamadas a rechazar el ataque francés fueron desobedecidas por los nobles aragoneses, y en la asamblea de Tarazona del año 1283 presentaron al rey sus reivindicaciones, en forma de agravios y reclamaciones que se basaban en el mantenimiento de los privilegios, la imposibilidad de exigir nuevos impuestos y un cambio en las formas de gobierno, y la extensión de los fueros de Aragón en el Reino de Valencia, que tenía que desaparecer y ser anexionado. Los juramentados se comprometían a ayudarse mutuamente si el rey procedía contra ellos. En las Cortes de Aragón de Zaragoza de 1283, Pedro III concede el Privilegio General, una confirmación del derecho que es el primer ensayo para fijar legalmente la relación del rey y el país y la instauración de instituciones políticas, extendiendo esta legislación al Reino de Valencia.

### Reino de Mallorca

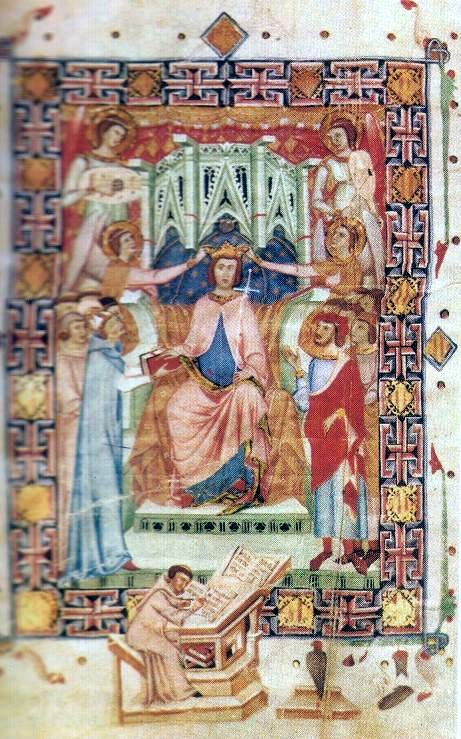
Juramento de los privilegios del Reino de Mallorca por Jaime II de Mallorca, delante de Jaime I.

A la muerte de Jaime I el Conquistador en 1276 y en aplicación de su testamento de 1262 se dejaban al niño Jaime las posesiones que formaban el Reino de Mallorca. La última voluntad de Jaime I establecía el reino de Mallorca como una entidad separada de la Corona de Aragón y establecía que si una de las dos líneas de la Casa de Aragón y Barcelona no tenía herederos varones, sus Estados pasaban a la otra rama.
El reino se convierte en un Estado independiente hasta el Tratado de Perpiñán (1279) en que por los conflictos entre los hermanos Jaime y Pedro, el primero se declara vasallo del segundo. Desde entonces el reino pasa a ser privativo del rey que, al mismo tiempo, tenía como señor a su hermano. Esta relación feudal del rey de Mallorca era doble por la diversidad de territorios de la corona mallorquina. Por una parte, era vasallo del rey de Aragón por el condado del Rosellón y el reino de Mallorca, y por otro, el señorío de Montpellier había rendido homenaje a Carlos V de Francia. La situación de Jaime II de Mallorca fue encontrarse entre dos frentes en el conflicto de las Vísperas sicilianas de 1282 al considerar rotos los vínculos con Pedro el Grande por la excomunión papal.

### Reino de Valencia
Durante la primera mitad del siglo XIII el ejército de Jaime el Conquistador fue ocupando progresivamente todo el Reino de Valencia y el Reino de Murcia, aunque se marcaron las fronteras con el Reino de Castilla incluyendo las zonas de Murcia y Alicante por el Tratado de Almizra (1244). Medio siglo después, en 1304 tras una guerra con Castilla, por la Sentencia Arbitral de Torrellas se asignan finalmente al Reino de Valencia.
Pedro el Grande pacificó el país al derrotar la última revuelta morisca valenciana encabezada por Al-Azraq, conquistando la ciudad de Montesa en 1277, el último enclave musulmán en el Reino de Valencia.
Con la ayuda de los valencianos, en las cortes de Valencia de diciembre del año 1283 confirma y otorga a los valencianos unos fueros adaptados a su realidad económica y social, que potenciaban la personalidad jurídica de Valencia ante los demás reinos, desoyendo lo que había concedido meses antes en Zaragoza.

### Reino de Navarra
La muerte sin hijos de Sancho VII de Navarra y la de su hermana Berenguela de Navarra, casada con Ricardo I de Inglaterra, supuso el fin de la dinastía Jimena en el Reino de Navarra y la instauración de la dinastía Champaña, gracias a la boda de Blanca de Navarra con Teobaldo III de Champaña y el apoyo de la nobleza navarra, pese a la reclamación por parte de la Corona de Aragón sobre la soberanía de Navarra en virtud del Tratado de Tudela. Los condes de Champaña reinaron en Navarra iniciando un acercamiento a la monarquía francesa mediante la boda de su hijo Teobaldo I de Navarra con Inés de Beaujeau, prima de Luis IX de Francia, y el matrimonio de Teobaldo II con la hermana de Felipe III de Francia.
Finalmente Blanca de Artois, la viuda del rey, con una Navarra invadida de nuevo por las coronas castellana y aragonesa, buscó refugio en la corte francesa e hizo que la hija del difunto Enrique I de Navarra, la reina Juana I de Navarra, se casara con su primo el Felipe IV de Francia, comenzando así una nueva dinastía reinante en Navarra, la dinastía Capeto. Roger Bernardo III de Foix invadió en 1276 el Reino de Navarra, en apoyo del partido francés en las luchas sucesorias, y ocupó Pamplona que fue saqueada, quedando de gobernador Eustaquio de Beaumarchais.

### Corona de Castilla
El primogénito del rey Alfonso X de Castilla, Fernando de la Cerda, murió en 1275, nueve años antes que su padre. El rey Alfonso dejó en su testamento que el reino debía pasar a su nieto primogénito, Alfonso de la Cerda, y al mismo tiempo desheredar a su segundo hijo, Sancho, que se alzó contra el rey sin respetar la voluntad de su padre y fue coronado como Sancho IV de Castilla el año 1284 en Toledo. Fue reconocido por el pueblo y los nobles fruto de su comportamiento frente a la invasión de los benimerines dirigidos por Abu Yúsuf Yaqub, que entraron en el sur de la península ibérica, en 1224, para apoyar al Reino nazarí de Granada, aunque los Infantes de la Cerda también reunieron un buen número de partidarios, entre ellos la Corona de Aragón. Durante todo el reinado de Sancho fueron constantes la inestabilidad y las revueltas.

### Señorío de Albarracín
Albarracín era un señorío de raíces musulmanas que formaba parte del reino musulmán de Valencia de Muhammad ibn Mardanis, cuando Pedro Ruiz de Azagra, del Reino de Navarra, ayudó militarmente al soberano valenciano. Como pago en circunstancias poco claras le otorgó el señorío de Albarracín, que lo repobló con navarros. La conquista de Valencia por Jaime I dejó el territorio en un vacío legal, que los señores aprovecharon proclamando una especie de independencia. A la vuelta del desafío de Burdeos, Juan Núñez de Lara puso una trampa a Pedro el Grande para hacerlo prisionero y entregarlo al rey de Francia y también atacar Aragón, lo que Pedro el Grande no perdonaría y que finalmente lo llevó a la conquista del señorío.

## Cruzada

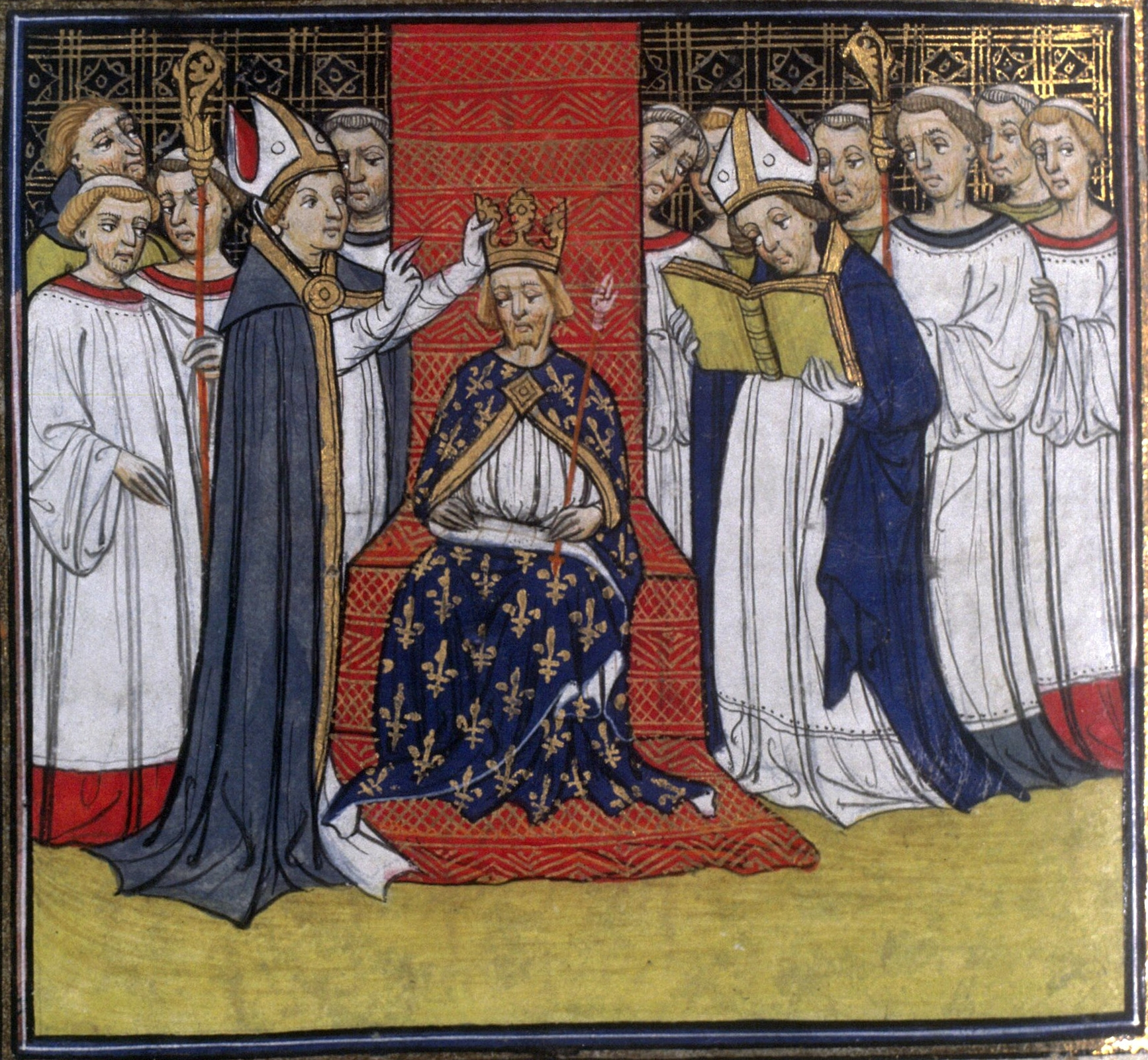
Consagración de Felipe III el Atrevido.

Mientras Pedro el Grande se encontraba en Tarazona de retorno del desafío de Burdeos, el gobernador del Reino de Navarra, Eustaquio de Beaumarchais con sus tropas francesas, atacaron la frontera aragonesa como despecho, por el resultado del desafío, atravesaron la frontera por Sangüesa, entraron y conquistaron el castillo de Ull, y destruyeron las villas de Ull, Lerda y Filera. También tomaron las villas de Bailo, Arbués y Berdún. Se pactó una tregua con el reino de Navarra hasta el 1 de febrero de 1284. Pocas semanas después del ataque al Reino de Aragón, Eustaquio de Beaumarchais con quinientos franceses, y la ayuda de Auger de Les, señor de Lés ocuparon el Valle de Arán en 1283, pero no pudieron seguir avanzando.
Finalmente Carlos de Valois fue coronado por el papa el 27 de febrero de 1284 en París. En el contraataque catalano-aragonés del año 1284, aunque la nobleza aragonesa no apoyaba al rey en esta cuestión por el conflicto de la Unión Aragonesa, los catalanes sitiaron Tudela mientras las tropas francesas huían a Francia.
Con la ayuda del Papa Martín IV, que había sucedido a Clemente IV, y de Jaime II de Mallorca, hermano del rey, un ejército francés, con Felipe III de Francia en cabeza, invadió el norte de Cataluña en 1285. Las tropas estaban compuestas según las diversas fuentes por:
- Unos 200 000 cruzados[22]
- 100 000 infantes, 16 000 caballeros y 17 000 hombres con ballestas[23]
- 4000 caballeros y 8000 peones[20]

que se concentraron en Narbona para dirigirse hacia Barcelona.

### Concentración de tropas en el Ampurdán
En Barcelona se produjo una revuelta de los artesanos pobres contra el patriciado, motivada por el endeudamiento de los pobres en beneficio de los eclesiásticos y los judíos, por el año de malas cosechas y por el aumento de los impuestos y precios a causa de la guerra, que fue sofocada con la muerte de Berenguer Oller y siete sublevados más, que fueron colgados y arrastrados por la ciudad.
Una vez tranquila la casa de Aragón, Pedro el Grande se dirigió al Rosellón para asegurar la defensa ante la inminente invasión cruzada, a la que se había añadido su hermano Jaime II de Mallorca, quien huyó de Perpiñán para encontrarse con los cruzados. Con el alineamiento de Jaime II con los cruzados se tuvo que preparar la línea de defensa en los Pirineos, impidiendo el paso con las tropas ampurdanesas a las fuerzas invasoras en el collado de las Panizas, la entrada natural al sur de las montañas, evitando la batalla a campo abierto, donde la caballería cruzada jugaría con ventaja. Dalmau de Rocabertí se estableció en Le Perthus y Ponce V de Ampurias dominó Banyuls-sur-Mer y el Coll de la Massana.
Mientras, el infante Alfonso preparaba una escuadra de galeras para defender las costas, que serían mandadas por los almirantes Ramón Marquet y Berenguer Mallol, se ordenaba a Roger de Lauria el regreso de Sicilia, llamaba a las huestes de Barcelona, Lérida, Tarragona y Tortosa y pedía el apoyo a la Orden del Temple y la Orden del Hospital, que se concentrarían en abril en Figueras.

### Resistencia en el Rosellón

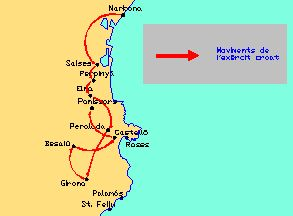
Movimientos de la cruzada en 1285.

En el último intento, en el año 1285, los franceses entraron por el territorio rosellonés de Jaime II de Mallorca, hermano de Pedro el Grande, que por pacto estaba obligado a dejar paso franco. A pesar de la alineación de su rey con los franceses, la población del Rosellón se resistió a la invasión de las cruzadas. Los primeros combates con los cruzados tuvieron lugar en el sitio de Salses, donde fueron necesarios tres asaltos para conquistar la ciudadela. Sólo dejaron paso franco las fortalezas de Laroque-des-Albères y Les Cluses, y los ciudadanos se sublevaron en Perpiñán cerrando las puertas a los cruzados después de la retirada francesa de los Pirineos, pero finalmente se rindió con el perdón del rey de Francia, y la resistencia concluyó con el sitio de Elna, que fue quemada provocando una matanza. Los cruzados acamparon por último en Elna y Perpiñán, mientras que los catalanes, apostados en el Collado de las Panizas, impidieron durante un mes la entrada cruzada al sur de Cataluña.
Los franceses al final atravesaron los Pirineos por La Massana en el mes de junio, mientras que la flota fondeaba en Rosas. Los catalanes, en clara inferioridad numérica, para evitar ser rodeados en los Pirineos se retiraron hasta Perelada, donde se retirarían después de una batalla a campo abierto, pero el infante Alfonso, comandante del ejército, ordenó la evacuación de la villa por falta de provisiones, saliendo con 5000 almogávares en dirección a Gerona, el siguiente lugar donde se presentaría la defensa después de quemar la ciudad de Perelada y dejando tropas en los castillos de camino a Barcelona.

### Los franceses ocupan el Ampurdán
Los franceses entraron en Castellón de Ampurias y días más tarde sitiaron Gerona, que estaba al mando de Ramon Folc VI de Cardona, del 27 de junio al 10 de septiembre, sufriendo los terribles efectos del hambre y las epidemias, mientras los cruzados ocupaban Figueras, Rosas, San Feliu de Guíxols y Blanes.
Pedro el Grande salió de Barcelona a principios de agosto, al frente de un ejército de 500 caballeros y 5000 infantes para atacar el ejército cruzado que sitiaba Gerona y provocar el levantamiento del asedio. Se dirigió primero al Monasterio de Montserrat, donde recibió la bendición, y a continuación fue a Hostalric, donde celebró un consejo que decidió acampar cerca de Gerona. El rey Pedro quiso dirigirse a Besalú, pero los ejércitos se encontraron el 15 de agosto en extramuros de la ciudad. Los almogávares, que iban delante, fueron interceptados y atacaron por su cuenta, y cuando se quedaron sin lanzas y dardos fueron nuevamente atacados por cuatrocientos caballeros franceses y tuvieron que huir montaña arriba.
La defensa del litoral catalán, mientras el grupo catalán, comandado por Roger de Lauria se encontraba en Sicilia, se sustentó con una escuadra de once galeras de los almirantes Ramón Marquet y Berenguer Mallol, que derrotaron a los cruzados en la batalla de San Felíu de Guixols frente a las islas Formigues entre Rosas y San Felíu y, por segunda vez ya reunidos con la armada de Roger de Lauria, en la batalla de Formigues ante Calella de Palafrugell el 27 de agosto, de Rosas el 3 de septiembre y finalmente, de manera decisiva enfrente de Cadaqués el 4 de septiembre. Debido a esta derrota naval los catalanes recuperaron el territorio del norte, dominaron la costa y cortaron la línea de suministros del ejército cruzado.
Ramon Folc de Cardona tuvo que hacer llegar a Pedro el Grande una demanda de socorro para salvar Gerona, que fue contestada pidiendo resistir veinte días más, pues confiaba poder enviar ayuda. El Vizconde de Cardona pactó con Roger Bernardo III de Foix, que mandaba las huestes francesas, una tregua de veinte días a partir del 19 de agosto, prometiéndole entregar la plaza si pasado este tiempo el rey no enviaba a Gerona la ayuda que les había prometido. El 7 de septiembre, al término de los veinte días fijados y no habiendo recibido la ayuda del rey Pedro, la ciudad se rindió a los acosadores y fue ocupada por Eustaquio de Beaumarchais, que dejó en la ciudad una guarnición de 200 jinetes y 5000 infantes, retirándose con el resto del ejército al Ampurdán.

### Retirada francesa
La peste se extendió entre los franceses, que cercados y enfermos tuvieron que retirarse del Ampurdán y evacuaron Gerona el 7 de septiembre, pero se encontraron la retirada cortada en Besalú, donde Asbert de Mediona, el gobernador de la ciudad, tras un primer intento de asalto, hizo abrir la puerta acuaria, para hacer entrar sesenta caballeros que fueron capturados, para salir inmediatamente al frente de la guarnición que derrotó a los sitiadores, forzando a la retirada. En el Collado de las Panizas y de La Massana, como muchos soldados estaban enfermos, los catalanes accedieron a no atacarlos y les dejaron pasar por Agullana. Una parte del ejército francés quiso igualmente cruzar por Le Perthus, los defensores del cual no conocían la orden de dejar paso franco, y los franceses fueron aniquilados entre el 30 de septiembre y el 1 de octubre en la batalla del Collado de las Panizas. El rey Felipe III de Francia, que acompañaba a su hijo Carlos de Valois, pudo llegar a Perpiñán donde murió el 5 de octubre. Los franceses mantuvieron la ocupación del Valle de Arán

### Confiscación del Reino de Mallorca

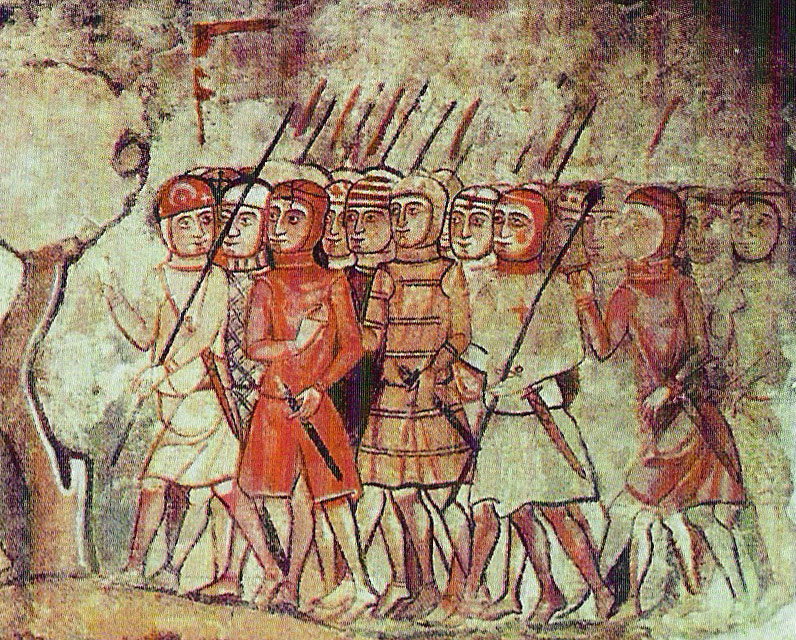
En la batalla del Collado de las Panizas los almogávares derrotaron a las últimas unidades del ejército de los cruzados.

El mismo año de 1285 Pedro el Grande envió una flota contra su hermano Jaime II de Mallorca, que estaba en Perpiñán, a quien finalmente confiscó las Baleares después de la rendición de la isla sin combatir cuando Ponce Saguàrdia, el lugarteniente del rey Jaime II de Mallorca, rinde la Ciudad de Mallorca a Alfonso III de Aragón y los síndicos de los pueblos de Mallorca juran homenaje al rey, salvo el del Castillo de Alaró donde se concentró la resistencia del alcaide, Ramón Ballester y la guarnición formada por Guillem Capello "Cabrito", Arnau Ramón, Lleonard Marsello y Albert Perpinyà, que murieron en el asalto al castillo de Alaró, pero el rey no pudo ver los resultados de la expedición al morir pocos días después en Villafranca.
Jaime II conservó el resto de sus territorios salvo Baleares, que le fueron devueltas en 1295 mediante el tratado de Anagni, con las mismas condiciones pactadas en 1279 en el Tratado de Perpiñán.

### Ataque a Occitania
Como venganza, Roger de Lauria condujo una expedición de castigo al Languedoc el mes de febrero de 1286, llegando con una flota de galeras, un centenar de caballeros y dos mil almogávares hasta las playas de Valràs, que fue saqueada y quemada, remontando a pie con los almogávares el río Orb hasta llegar a Sérignan.
Los franceses de Beziers, alertados de las acciones aragonesas, formaron un ejército de 30 000 hombres con 300 caballeros preparados para el enfrentamiento. A pesar de la inferioridad numérica, los ballesteros almogávares atacaron provocando la estampida francesa, siendo perseguidos y acometidos hasta llegar a media legua (unos dos kilómetros) de Beziers. Entonces, Roger de Lauria ordenó la retirada a la playa de Valràs, donde estaban las galeras y de camino saquearon y quemaron la ciudad de Sérignan, incluido su castillo, salvo la iglesia de la Virgen de la Gracia. Roger de Lauria no tenía intención de atacar Beziers, pero sí atacó Agde antes de dirigirse a Aigues-Mortes y volver a Barcelona con un impresionante botín.

## Consecuencias
El propio rey Pedro envió una flota contra su hermano Jaime II de Mallorca al que confiscó el reino. Pedro no pudo ver los resultados de esta expedición, ya que murió pocos días después. La muerte de Alfonso III de Aragón en 1291 dio origen, cuatro años después, a un gran conflicto entre Aragón y Sicilia, puesto que Jaime II fue proclamado rey de la Corona de Aragón y delegó el reino en su hermano Federico. El tratado de Anagni (1295) y la boda de Jaime II con Blanca de Nápoles alteraron radicalmente la situación, pues los sicilianos se consideraban libres de la fidelidad debida a Jaime.
Tras el tratado de Argelers de 1298, Felipe IV de Francia cedió temporalmente el Valle de Arán a un tercer soberano: Jaime II de Mallorca, mientras no se encontrase una solución diplomática a la situación creada.
Cuando en 1302, Carlos de Valois intervino en Sicilia para dar soporte a Carlos II de Anjou contra Federico II, delante de cuatro mil caballeros pagados por el papa, la nobleza siciliana recordó rápidamente la clemencia tenida con él y con los miembros de su familia por su tío Pedro el Grande. Admitiendo luchar a regañadientes, propuso cesar las hostilidades y firmar la paz de Caltabellotta, que confirmaba la paz entre los angevinos, el Reino de Sicilia y la Corona de Aragón. Carlos II renunciaba a Sicilia a favor de Federico II a cambio de devolver los territorios conquistados al reino de Nápoles.
El Valle de Arán fue recuperado por Jaime II de Aragón el Justo en 1313; se le restituyeron los usatges y las constituciones de sus habitantes, arrebatadas por los franceses. Tras la muerte en 1349 de Jaime III de Mallorca El Temerario en la batalla de Llucmajor, el Reino de Mallorca se reintegró en la Corona de Aragón y en 1443, con la conquista del Reino de Nápoles, se completó la reunificación del Reino de Sicilia bajo el reinado de Alfonso el Magnánimo.